# Charlotte Perrelli

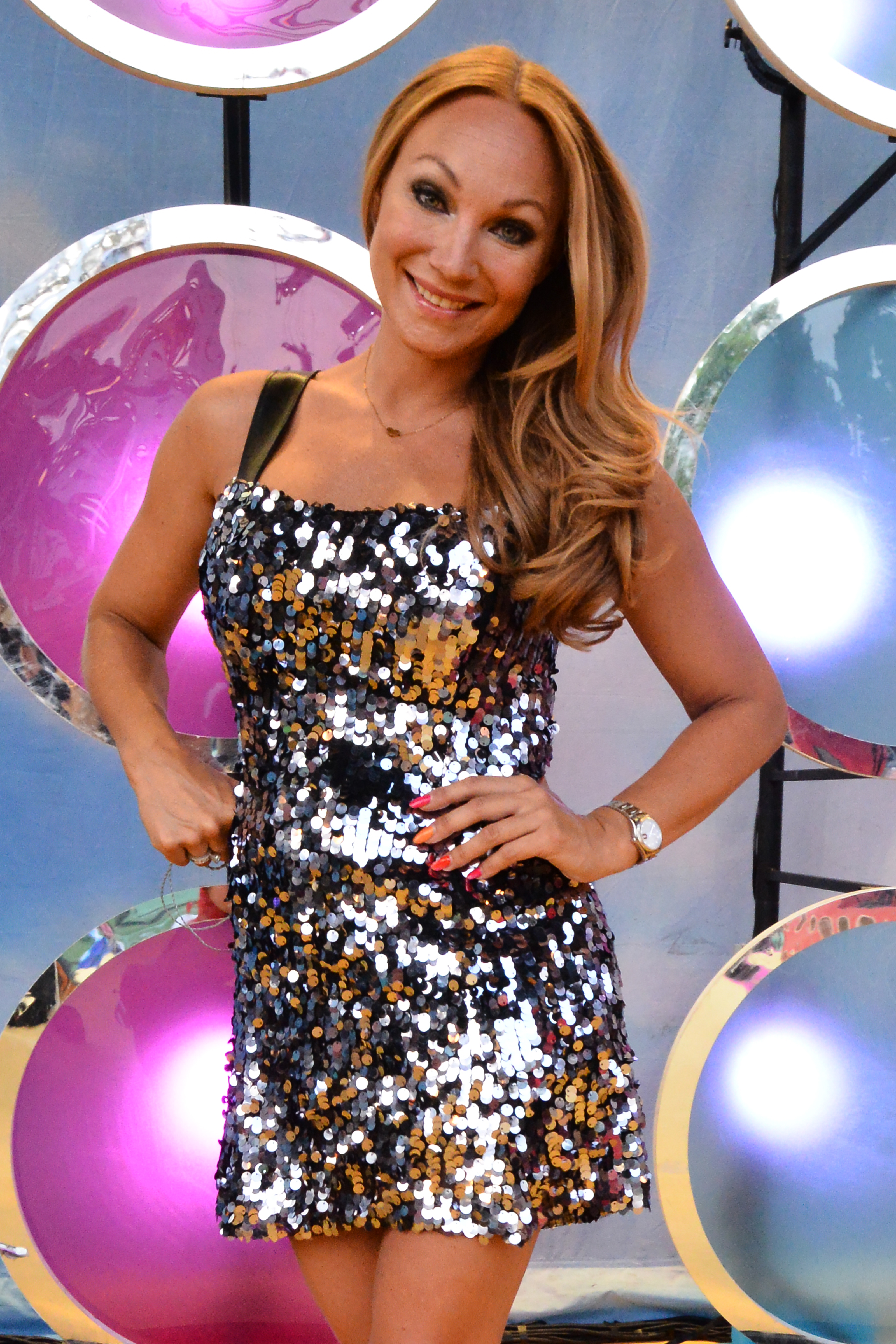
Charlotte Nilsson (2014)

Charlotte Perrelli (* 7. Oktober 1974 in Hovmantorp, Gemeinde Lessebo als Charlotte Anna Jenny Nilsson) ist eine schwedische Popsängerin, die den Eurovision Song Contest 1999 mit dem Lied Take Me to Your Heaven gewann.

## Leben
2003 heiratete sie den Gastwirt Nicola Perrelli, mit dem sie zwei Söhne hat. Auch danach war sie weiterhin im Showgeschäft und als Fernsehmoderatorin tätig. Seit 2012 ist sie mit Anders Jensen liiert. Ihr erster gemeinsamer Sohn kam 2013 auf die Welt. Ihr Neffe ist Benjamin Ingrosso, der Schweden beim Eurovision Song Contest 2018 in Lissabon vertrat.

## Karriere
Perrelli hatte, damals noch unter dem Namen Nilsson, jahrelang in der Tanzmusikband Wizex gesungen. 1999 gelang es ihr, die schwedische Vorentscheidung zum Eurovision Song Contest, das Melodifestivalen und im Anschluss auch den Eurovision Song Contest in Jerusalem mit dem Titel Take Me to Your Heaven zu gewinnen. Daraufhin verließ sie die Band, um eine Solokarriere zu starten.
Nach ihrem Sieg unterschrieb sie einen Plattenvertrag bei Sony BMG und veröffentlichte ihren Siegertitel Take Me to Your Heaven in ganz Europa. Ihr selbstbetiteltes Debütalbum Charlotte Nilsson wurde im Herbst 1999 in Europa veröffentlicht. Ende des Jahres folgten weitere Veröffentlichungen in Japan und Australien. Das Album konnte auch Erfolge in Norwegen verbuchen. Die zweite Single I Write You a Lovesong, eine Coverversion von Izabella Scorupco, wurde im September 1999 veröffentlicht.
2001 veröffentlichte sie ihr zweites Studioalbum Miss Jealousy in Schweden, Norwegen und Japan. Die erste Single You Got Me Going Crazy wurde ihr dritter Top-10 Hit in Schweden. Mit dem Album ging die auf Tournee durch Europa und spielte auch Konzerte in Japan und Neuseeland.
In den Jahren 2003 und 2004 moderierte Perrelli das Melodifestivalen. 2004 veröffentlichte sie außerdem ihr drittes Studioalbum Gone Too Long, welches die erfolgreichen Singles Broken Heart und Million Miles Away beinhaltet. An dem Album arbeitete der erfolgreiche schwedische Produzent Jörgen Elofsson mit.
2006 veröffentlichte sie das Coveralbum När min vän, welches Coverversionen von der schwedischen Jazz-Sängerin Monica Zetterlund enthält. In den darauffolgenden Jahren sang sie mehrere neue schwedische Lieder, wie Som du und Jag är tillbaks, in verschiedenen Fernsehsendungen, welche 2008 auf ihrer Greatest-Hits-CD vertreten sind.
Perrelli nahm 2008 mit dem Titel Hero erneut am Melodifestivalen teil und schaffte im vierten Halbfinale den direkten Sprung in das Finale im Globen in Stockholm. Sie erreichte dort den ersten Platz und vertrat Schweden im zweiten Halbfinale des Eurovision Song Contest in Belgrad, wo es ihr auch gelang, sich für das zwei Tage später stattfindende Finale zu qualifizieren. Dort erreichte Perrelli den 18. Platz unter 25 Teilnehmern, womit sie ihren Erfolg von 1999 nicht wiederholen konnte. Dennoch war Hero ein großer Erfolg in Schweden und belegte fünf Wochen in Folge den ersten Platz. Darüber hinaus gelang dem Lied auch der Sprung in die Charts der Schweiz sowie von Ungarn, Dänemark, Finnland und Norwegen.
2012 nahm Perrelli mit dem Song The Girl zum dritten Mal am Melodifestivalen teil. Im vierten Halbfinale erreichte sie nur den 5. Platz und schied aus. Das gleichnamige Album, das ein Duett mit der belgischen Sängerin Kate Ryan enthält, erreichte die schwedischen Top 10. Auch 2017 nahm sie am Melodifestivalen teil und schied mit dem Song Mitt liv erneut im Halbfinale aus. Bei ihrer fünften Teilnahme mit dem Song Still Young beim Melodifestivalen 2021 qualifizierte sich im dritten Halbfinale direkt für das Finale, wo sie letztlich einen achten Platz belegte.

## Diskografie

### Alben
- 2000: Charlotte Nilsson
- 2001: Miss Jealousy
- 2004: Gone Too Long
- 2006: I din röst
- 2008: The Hero
- 2008: Rimfrostjul
- 2012: The Girl
- 2013: Min barndoms jul
- 2017: Mitt liv

### Singles
- 1999: Take Me to Your Heaven
- 1999: I Write You a Lovesong
- 2000: Damn You
- 2001: You Got Me Going Crazy
- 2001: Miss Jealousy
- 2001: Light of My Life
- 2003: Broken Heart
- 2004: Million Miles Away
- 2004: Gone Too Long
- 2008: Hero
- 2008: Bullet
- 2010: Mitt livs gemål
- 2012: The Girl
- 2012: Just Not Tonight
- 2017: Mitt liv
- 2021: Still Young